# Camionnette
 (octobre 2016).
Une camionnette, ou anciennement fourgonnette, est un véhicule utilitaire de transport automobile principalement destiné aux marchandises. On emploie aussi le terme de « véhicule utilitaire léger ».
Selon la législation française, une camionnette est un véhicule à moteur ayant au moins quatre roues, à l'exclusion des quadricycles à moteur, destiné au transport de marchandises et dont le poids total autorisé en charge n'excède pas 3,5 tonnes. 

## Terminologie
Au sens originel du mot, il s'agit d'un « petit camion » (c'est-à-dire d'un plateau à ciel ouvert, muni de ridelles ou d'une benne, et souvent couvert d'une bâche sur arceaux). En France, les Peugeot 203, 204, 403 et 404 camionnettes, omniprésentes jusque dans les années 1970, en sont des exemples. Ces véhicules sont devenus assez rares. Les Québécois, pour leur part, à l'oral préfèrent l'utilisation des termes Caravan et Minivan.
Aujourd'hui, en France, dans le langage courant, le terme « camionnette » désigne ce qui était appelé autrefois « fourgonnette », c'est-à-dire un petit fourgon, qui est une « voiture longue et couverte pour le transport des bagages ou des bestiaux ». Il s'agit presque toujours d'un véhicule utilitaire entièrement fermé, tôlé, muni de portes, et parfois de quelques vitres latérales comme les fourgonnettes Citroën 2CV AU/AZU et Renault 4 F4 et F6. Pour les camionnettes de taille moyenne (PTAC de l'ordre de 2,8 t, type Citroën Jumpy, Renault Kangoo, Fiat Scudo, Peugeot Expert…) on utilisait le terme générique « estafette », désignant, à l'origine, un service de messagerie hippomobile ;  Renault utilise ce mot, en 1959, comme dénomination commerciale de son Estafette, fourgonnette qui connaît un grand succès commercial, faisant passer le mot dans le langage courant.
Une fourgonnette dont les flancs de l'espace de chargement s'ouvrent largement et se ferment par une toile s'appelle une « boulangère ». Très prisé en France entre 1914 et 1945, ce type de carrosserie a aujourd'hui disparu du marché. Une des dernières carrosseries boulangères françaises de grande série est la Renault Colorale.

## Taille
En France, une camionnette est normalisée par les constructeurs et classée par taille ou par gabarit. Leur gabarit est mesurable en « unités » qui ont des valeurs non de mesure mais de format ou de comparaison. Ces valeurs identifient donc la longueur, L, et la hauteur, H, de la partie utile du véhicule. Ces informations sont disponibles dans les catalogues des fabricants. Les principaux format de camionnette sont :
- L1H1 (petit utilitaire) : transport de passagers ou de petit matériel ;
- L2H1 (utilitaire classique) : transport de passagers ou de petit matériel ;
- L2H2 (utilitaire classique, légèrement plus haut) : transport de passagers ou de matériel, aménageable en camping-car ;
- L2H3 (utilitaire classique, mais dont la hauteur sous plafond est beaucoup plus haute) : gros matériel, transport de matériaux, aménageable en camping-car ;
- L3H2 (utilitaire rallongé) : livraison, transport de matériel volumineux et matériaux, aménageable en camping-car ;
- L4H3 (longue camionnette, châssis renforcé) : livraison, transport de matériel volumineux solidaire du véhicule, matériaux, aménageable en camping-car.

Certains formats personnalisés sont disponibles chez des constructeurs spécifiques.

Différents types de camionnettes
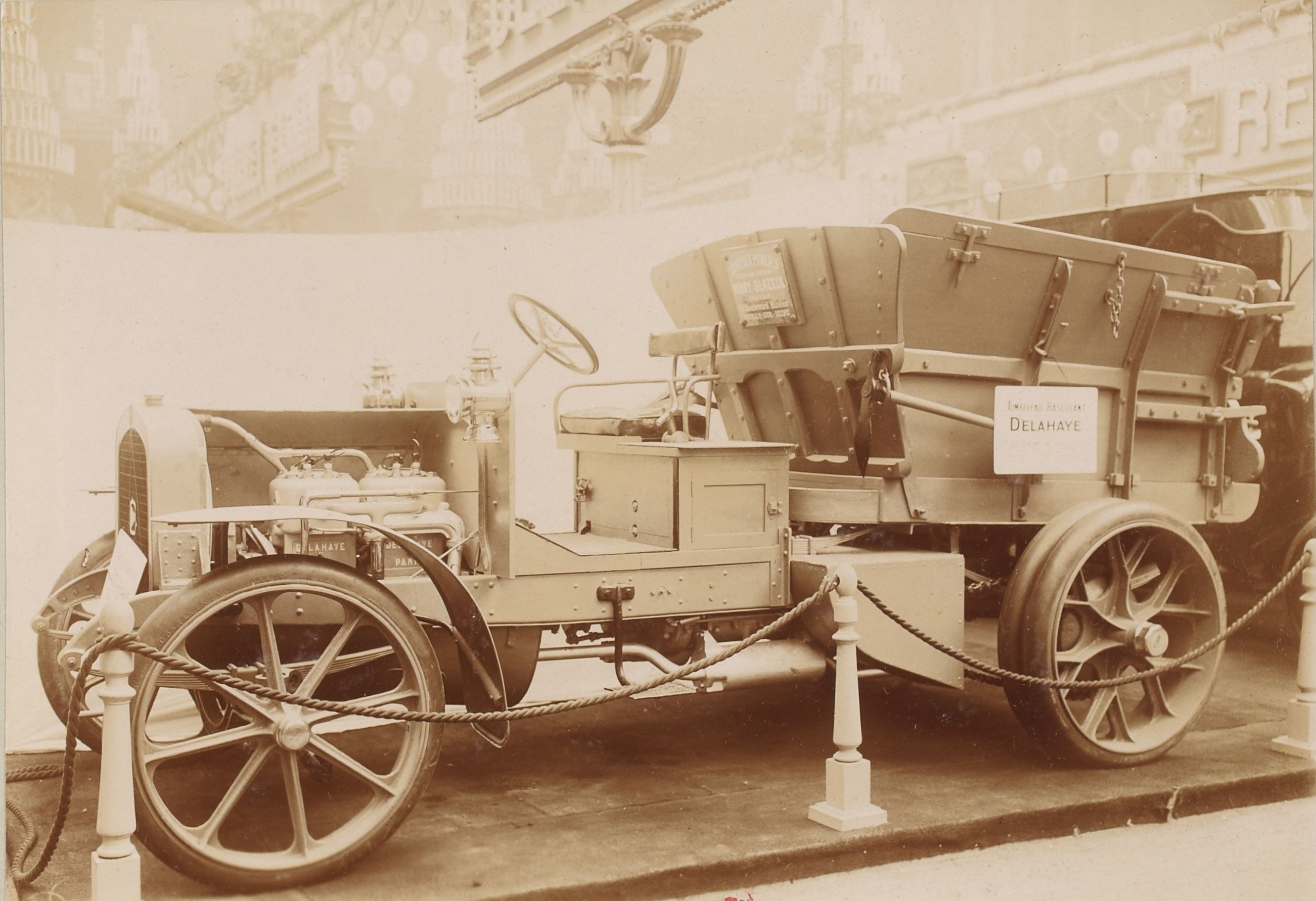
Delahaye dit « tombereau basculant », 1910-1914.
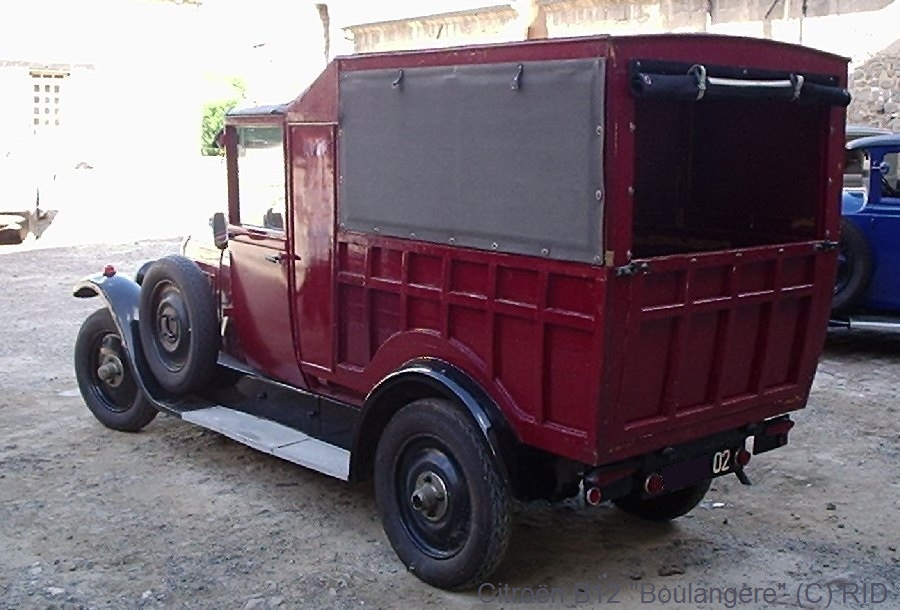
Citroën B12 boulangère.
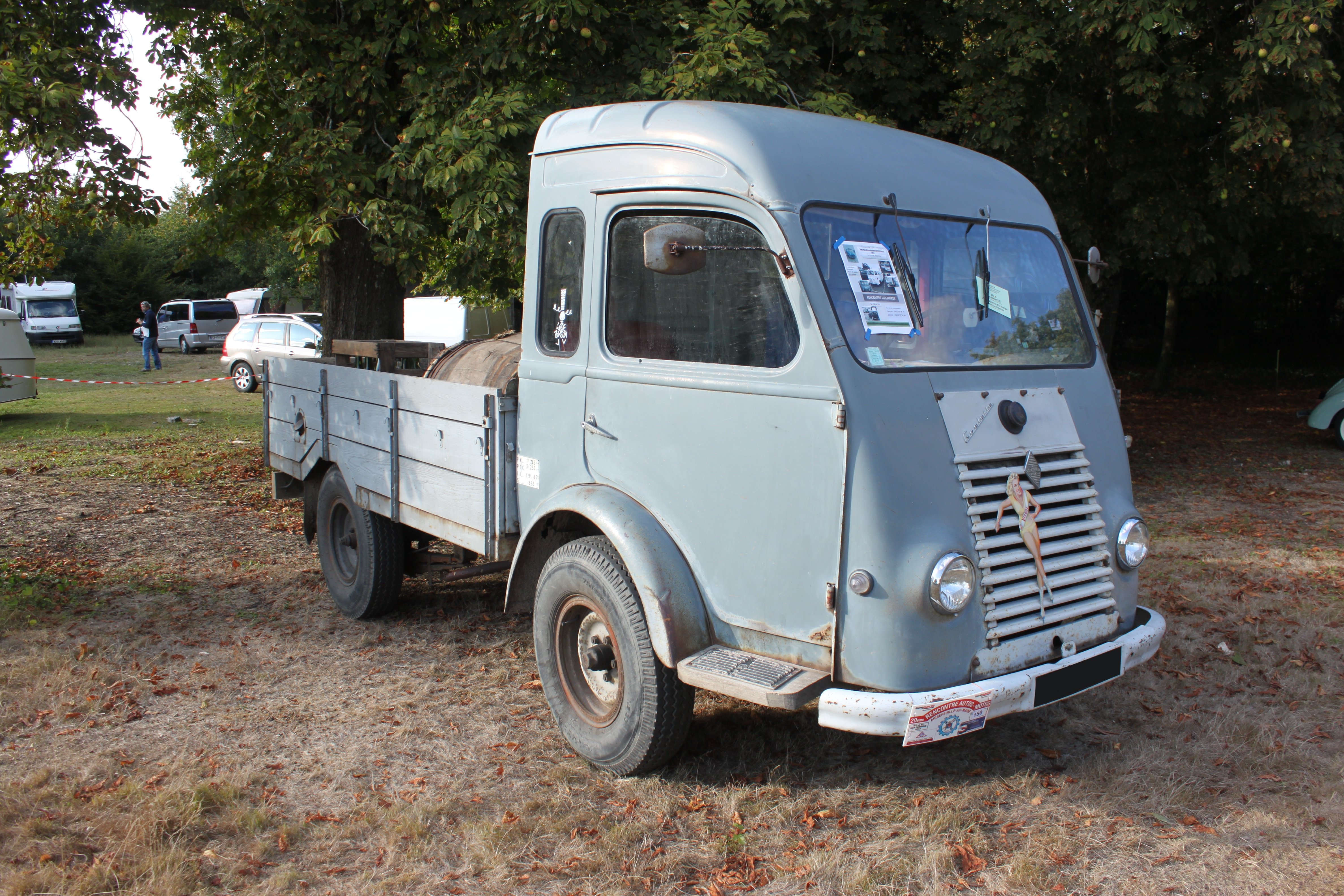
Renault Goélette Plateau-ridelles
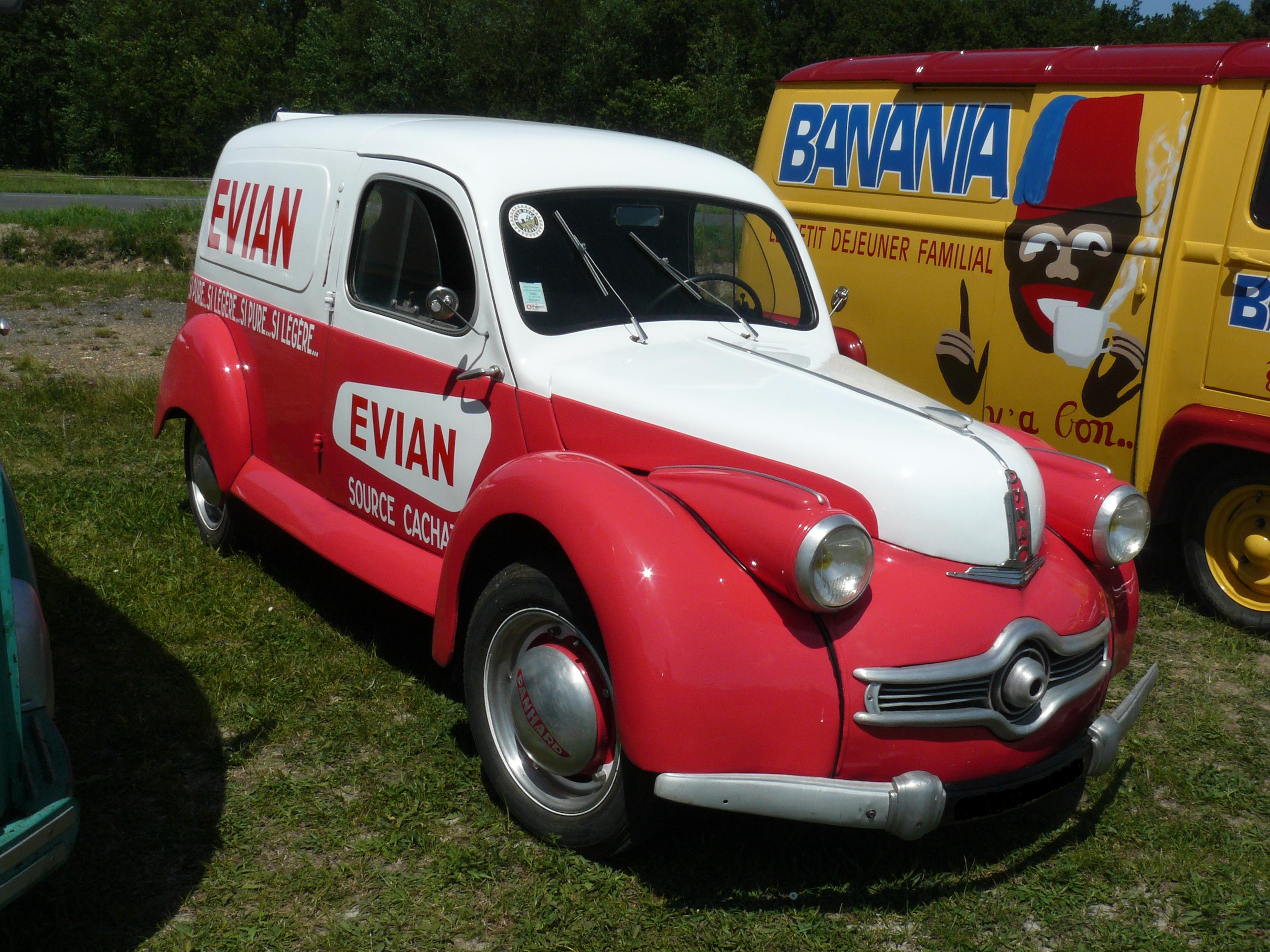
Panhard Dyna K fourgonnette.
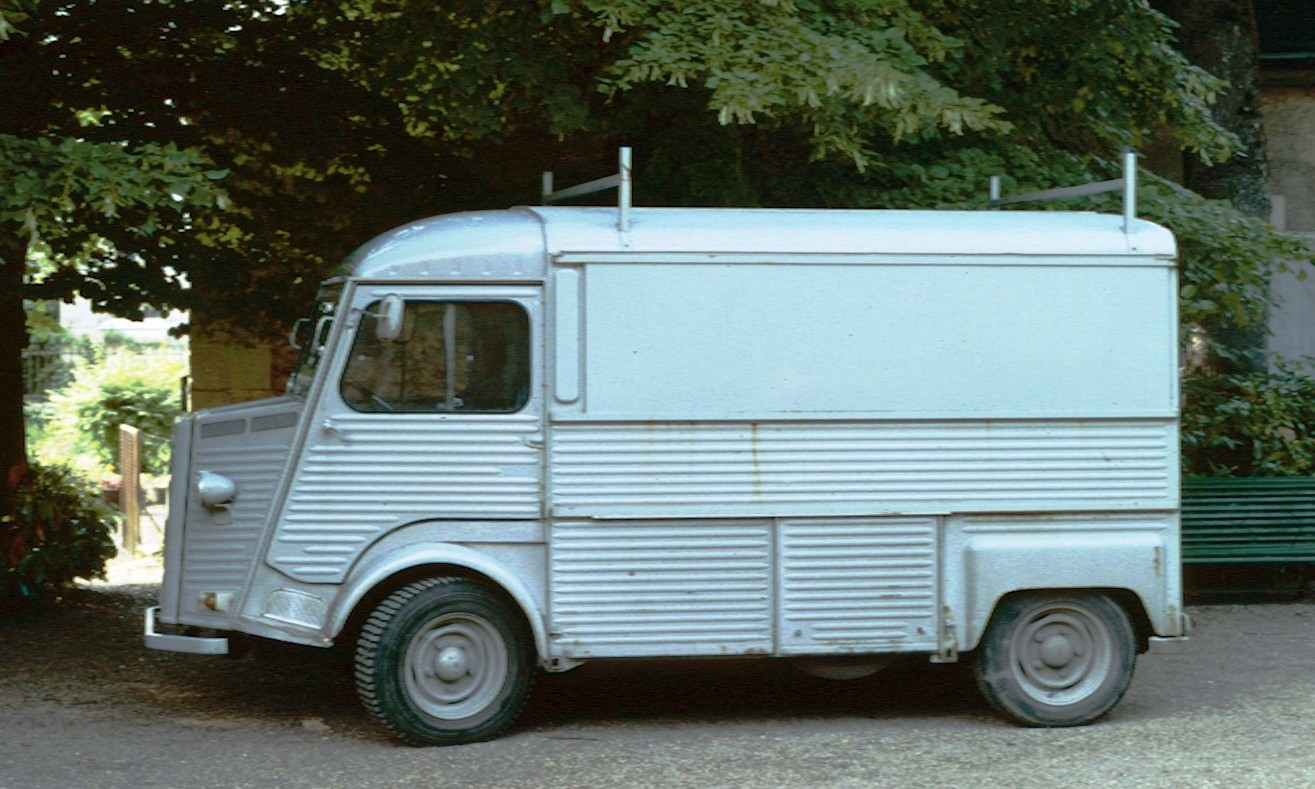
Citroën Type H fourgon.
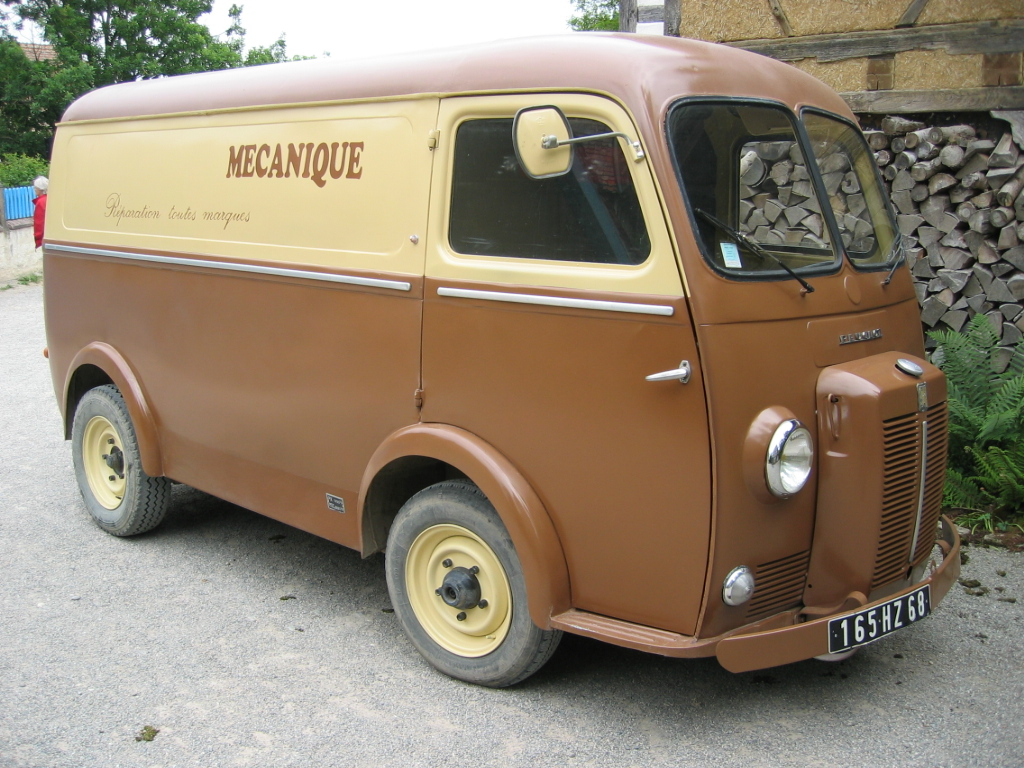
Peugeot D4A fourgon.
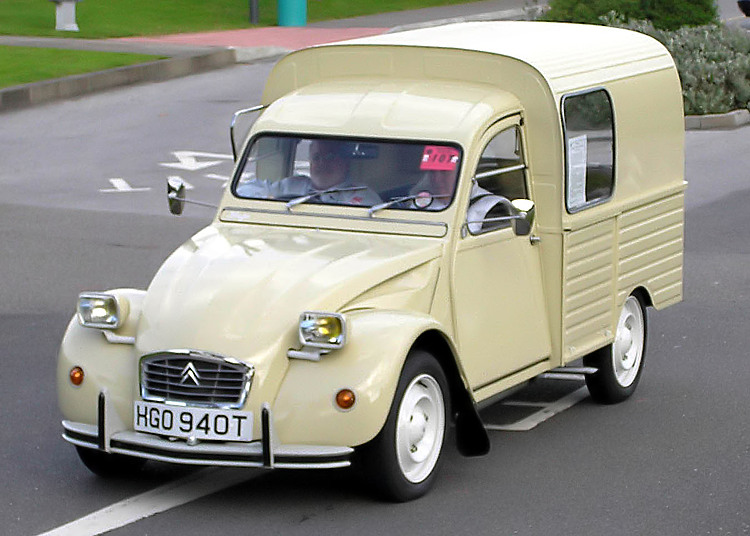
Citroën 2CV fourgonnette.
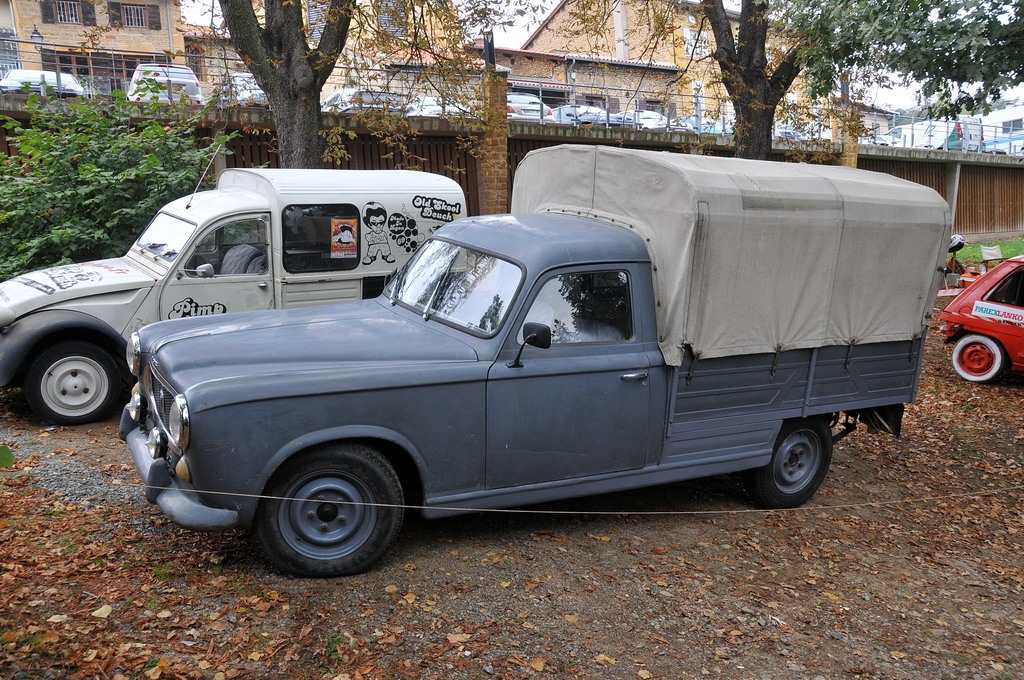
Peugeot 403 pick-up bâché ou camionnette bâchée
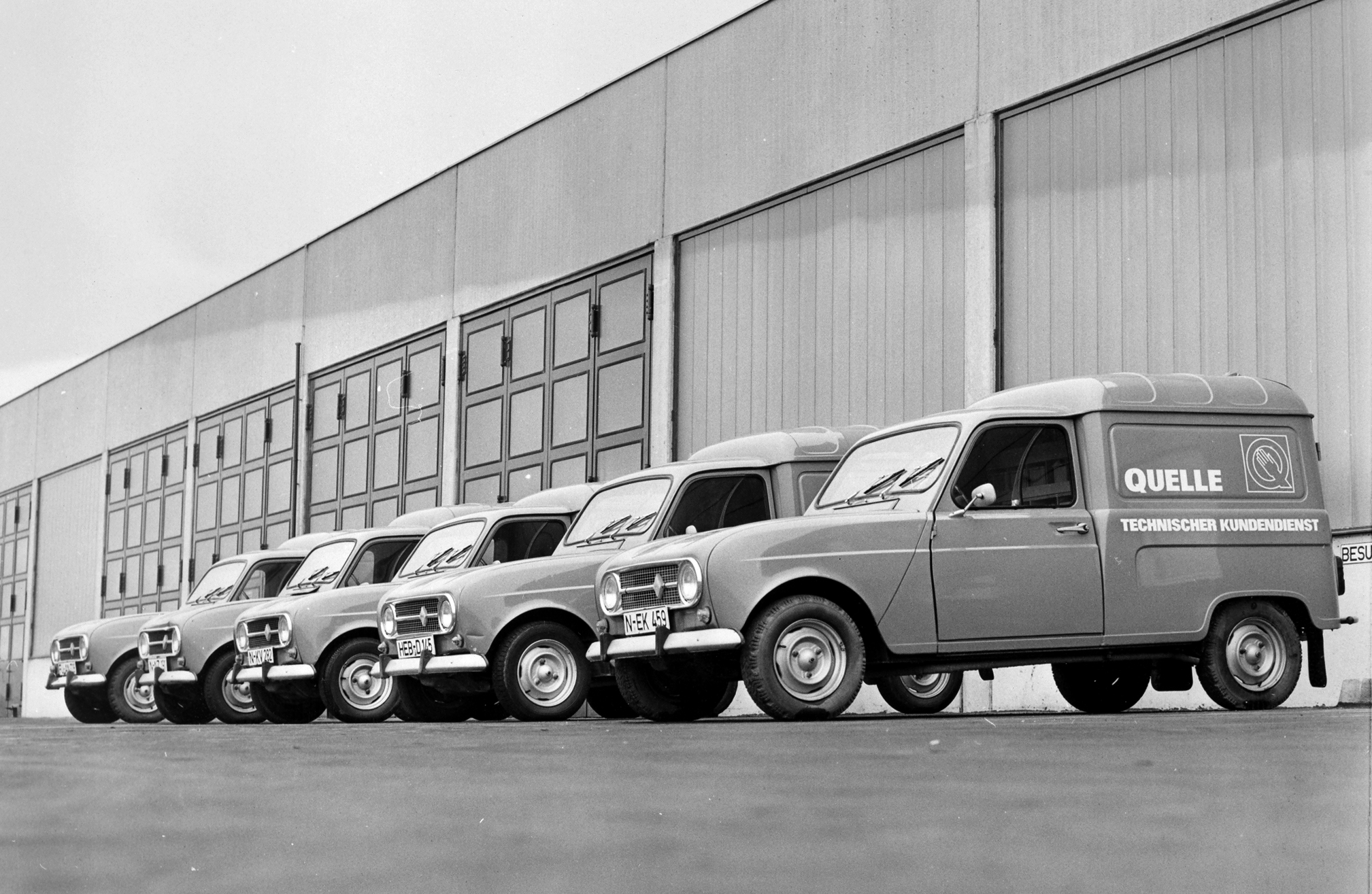
Renault 4 fourgonnettes.
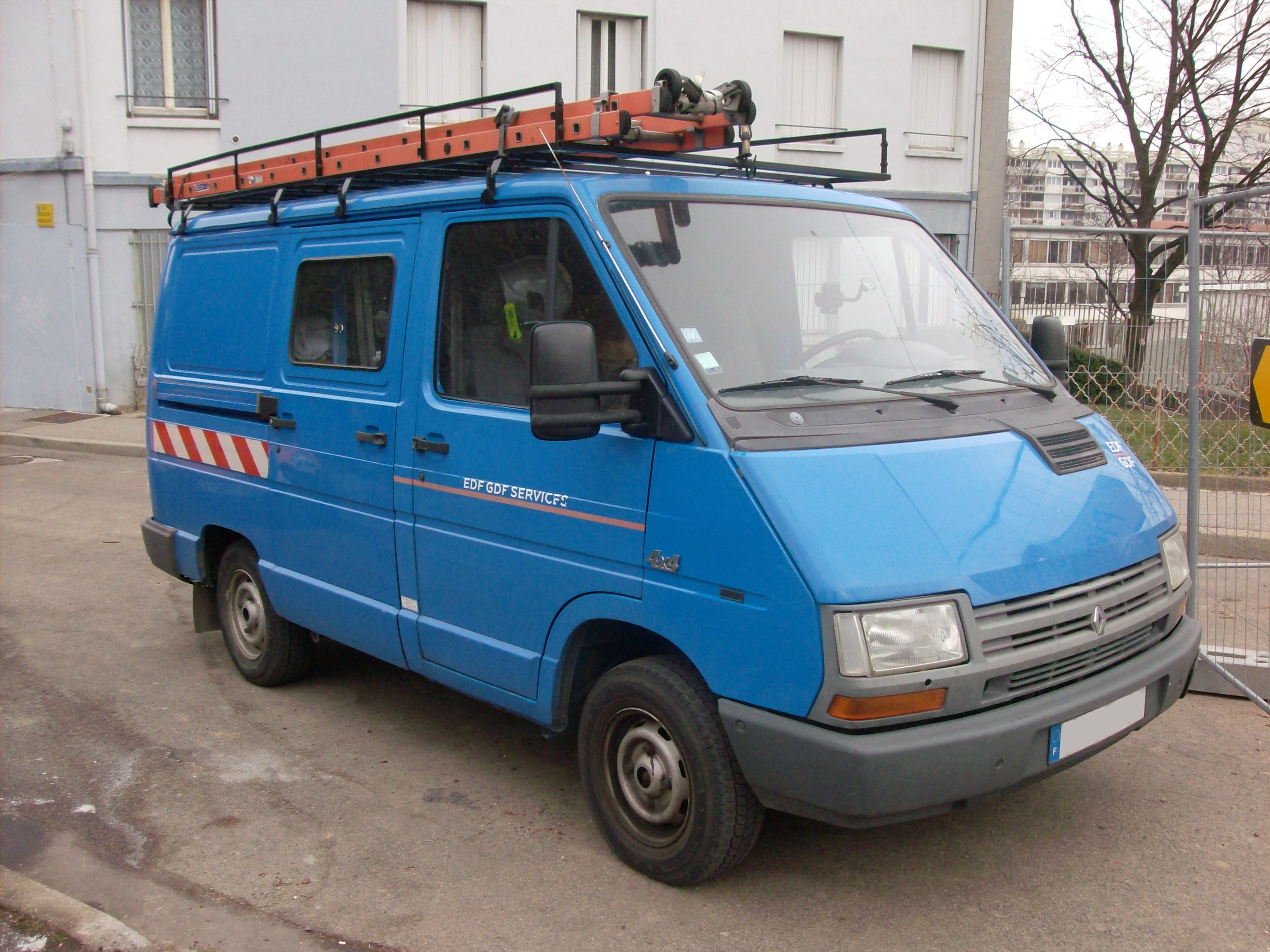
Renault Trafic.
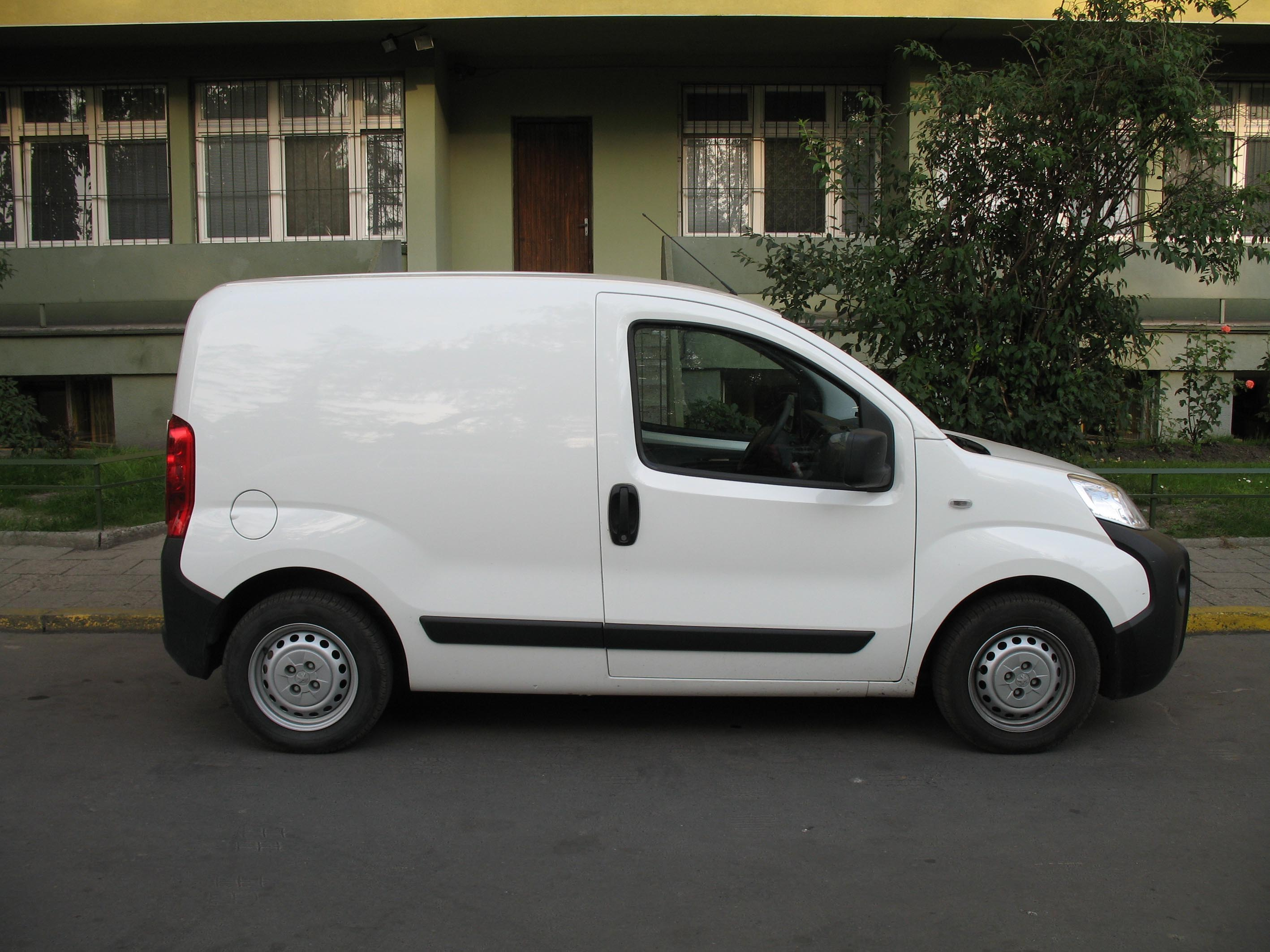
Peugeot Bipper.
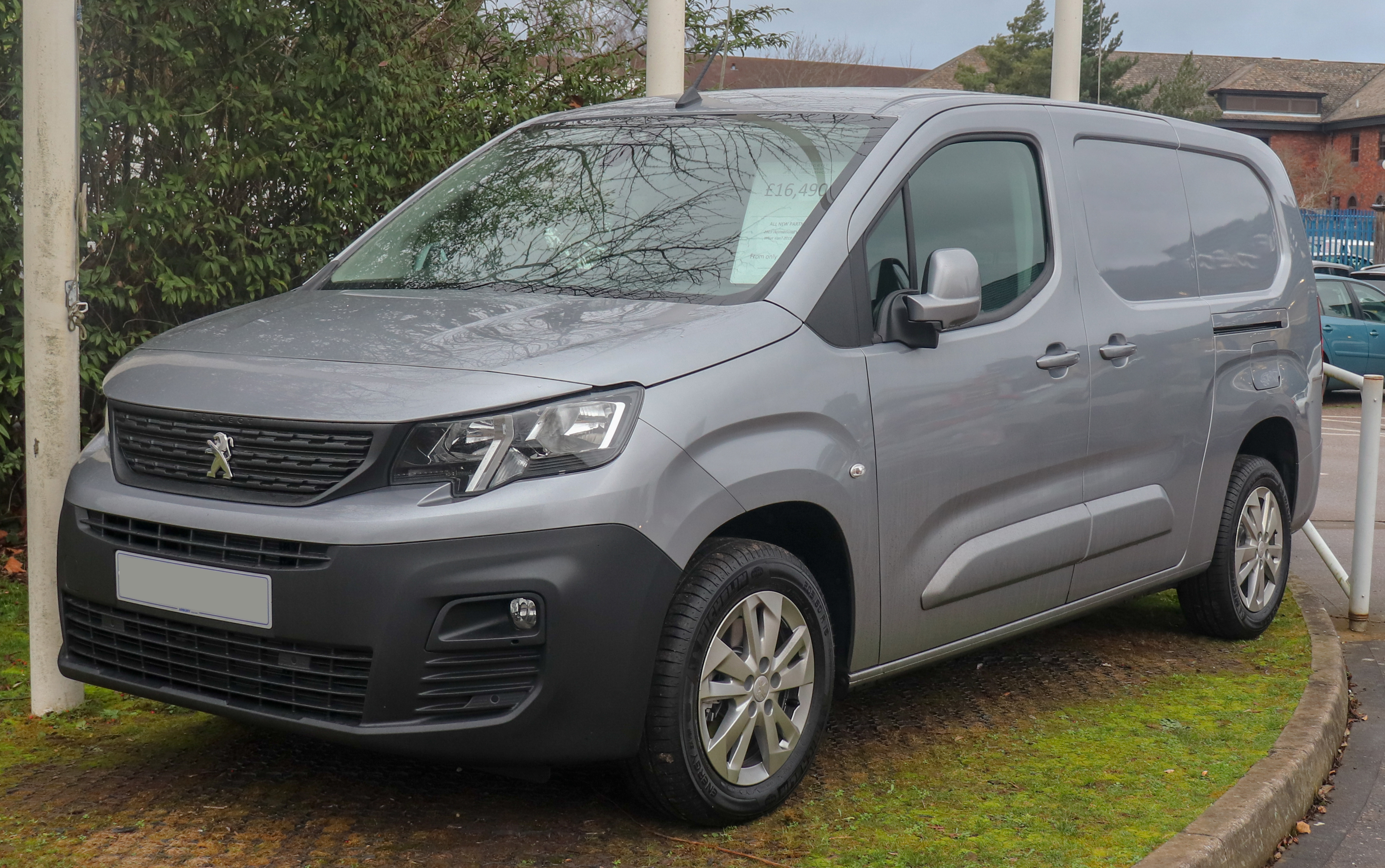
Peugeot Partner 2018